# 馬赫谷

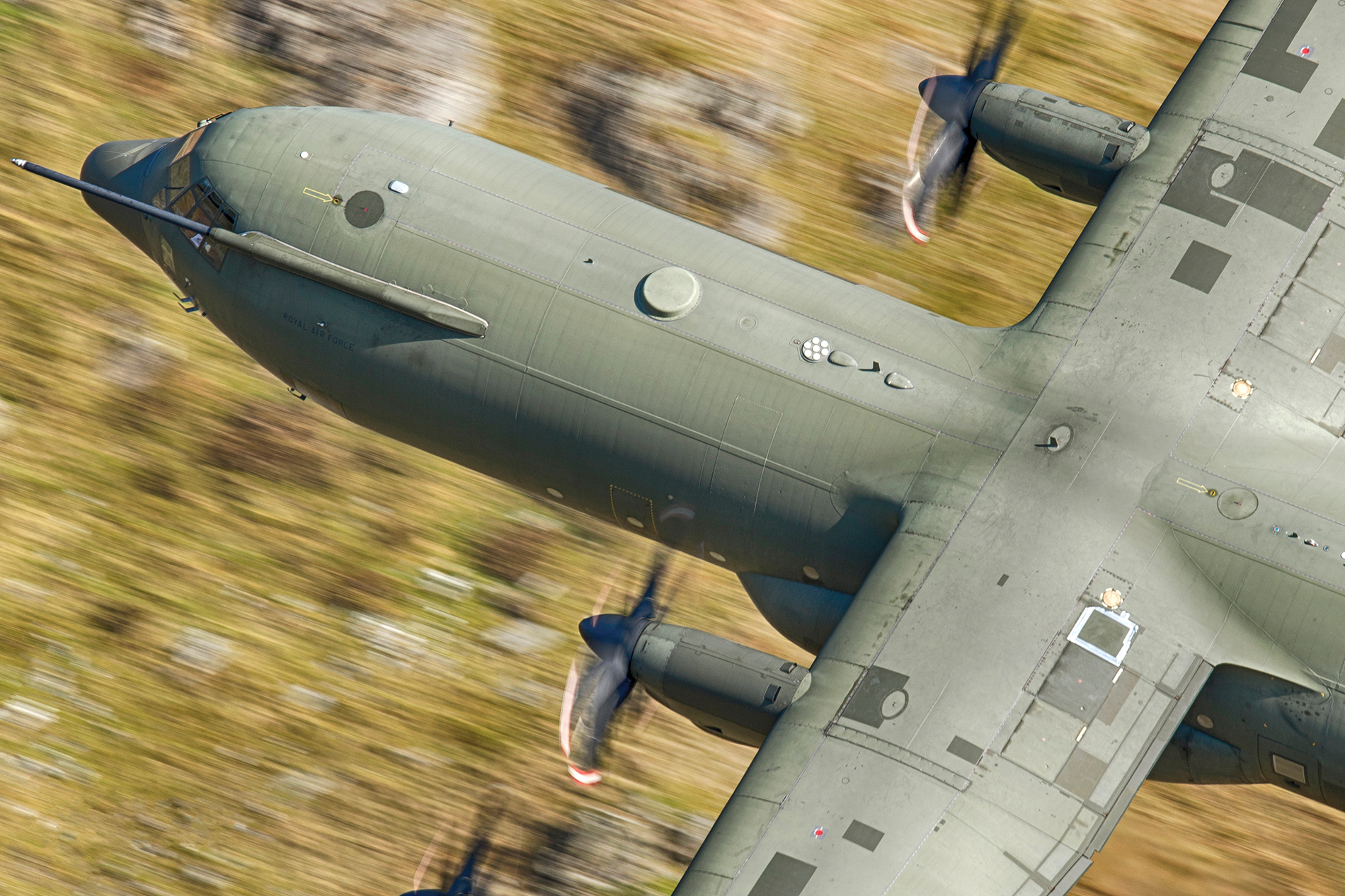
C-130運輸機飛過馬赫谷

馬赫谷（Mach Loop），又稱音速峽谷，是英國威爾士中西部的一系列山谷，是著名的空軍超低空飛行訓練區。山谷位於巴茅斯以東8 mi（13 km）處，北至多爾蓋萊，南至馬漢萊斯，名稱來自後者。
美國空軍的F-22猛禽戰鬥機、F-35閃電II戰鬥機分別於2016年4月、2017年5月首度在馬赫谷飛行。

## 外部連結
- 官網 （页面存档备份，存于）
- 英國皇家空軍低空飛行時間表 （页面存档备份，存于）
- YouTube上的美國空軍F-35A與F-15D在馬赫谷飛行